# Granat No. 8
Granat No.8 (ang. Jam tin grenade) – improwizowany brytyjski granat obronny z okresu I wojny światowej. 

## Opis
W początkowej fazie wojny, przemysł brytyjski miał poważne problemy z zaopatrzeniem wojska w ręczne granaty. Rozwiązaniem było użycie zaimprowizowanych granatów takich jak No. 8. Wykonany był ze stalowej puszki po mielonce lub dżemie, wypełnionej materiałem wybuchowym oraz elementami stalowymi lub kamieniami. Całość przykryta była stalowym wieczkiem przez które wyprowadzony był lont, który służył za zapalnik. Czas zwłoki do wybuchy zależny był od długości lontu oraz jego typu. Granaty nie były standaryzowane, stąd też często różniły się wagą oraz rozmiarami. Granaty tego typu były wykorzystywane również podczas II wojny światowej. Agenci SOE oraz OSS szkolili partyzantów w metodach wykonywania tego typu ładunków.